# Loulou, l'incroyable secret
Loulou, l'incroyable secret je francouzsko-belgický animovaný film z roku 2013, který režíroval Éric Omond. Snímek měl světovou premiéru dne 18. prosince 2013.

## Děj
Loulou a Tom, vlk a králík, tvořili odmalička nerozlučnou dvojku. Jako mladí spolu vedou poklidnou a bezproblémovou existenci v Králičí zemi. Jednou ale cikánka mladému Loulouovi řekne, že jeho matka, o které si myslel, že je mrtvá, stále žije. Oba se jí vydají hledat do knížectví jménem Wolfenberg, zemi vlků. Přicházejí, když se koná Festival Carne, každoroční setkání nejdivočejších masožravců světa. Jejich vztah je vystavena zkoušce v zemi, kde býložravci končí zotročení nebo bez milosti sežraní.

## Dabing postav
| Malik Zidi            | Loulou             |
| Stéphane Debac        | Tom                |
| Anaïs Demoustierová   | Scarlett           |
| Carlo Brandt          | Lou-Andrea         |
| Marianne Basler       | Olympe             |
| Léonore Chaix         | Cornélia           |
| Sarah-Jane Sauvegrain | Nina / Kapitán N   |
| Patrick Paroux        | Momo               |
| Marie Berto           | Rosetta            |
| Rémy Roubakha         | Simon-Edgar Finkel |
| John Arnold           | Paul-Loup          |

## Ocenění
- César: nejlepší animovaný film